# 大野大橋
大野大橋（おおのおおはし）とは、新潟県新潟市の中ノ口川に架かる橋長143.2 メートル (m) の国道8号の道路橋梁。北詰は西区、南詰は南区に位置する。

## 概要
新潟市西区と南区を隔てる中ノ口川の橋である。2代目の橋梁は4車線の上下分離橋である。

- 形式 - 4径間連続鋼鈑桁橋
- 橋長 - 143.2 m
  - 最大支間長 - 39.0 m
- 幅員 - 28.00 m
  - 車線数 - 4車線

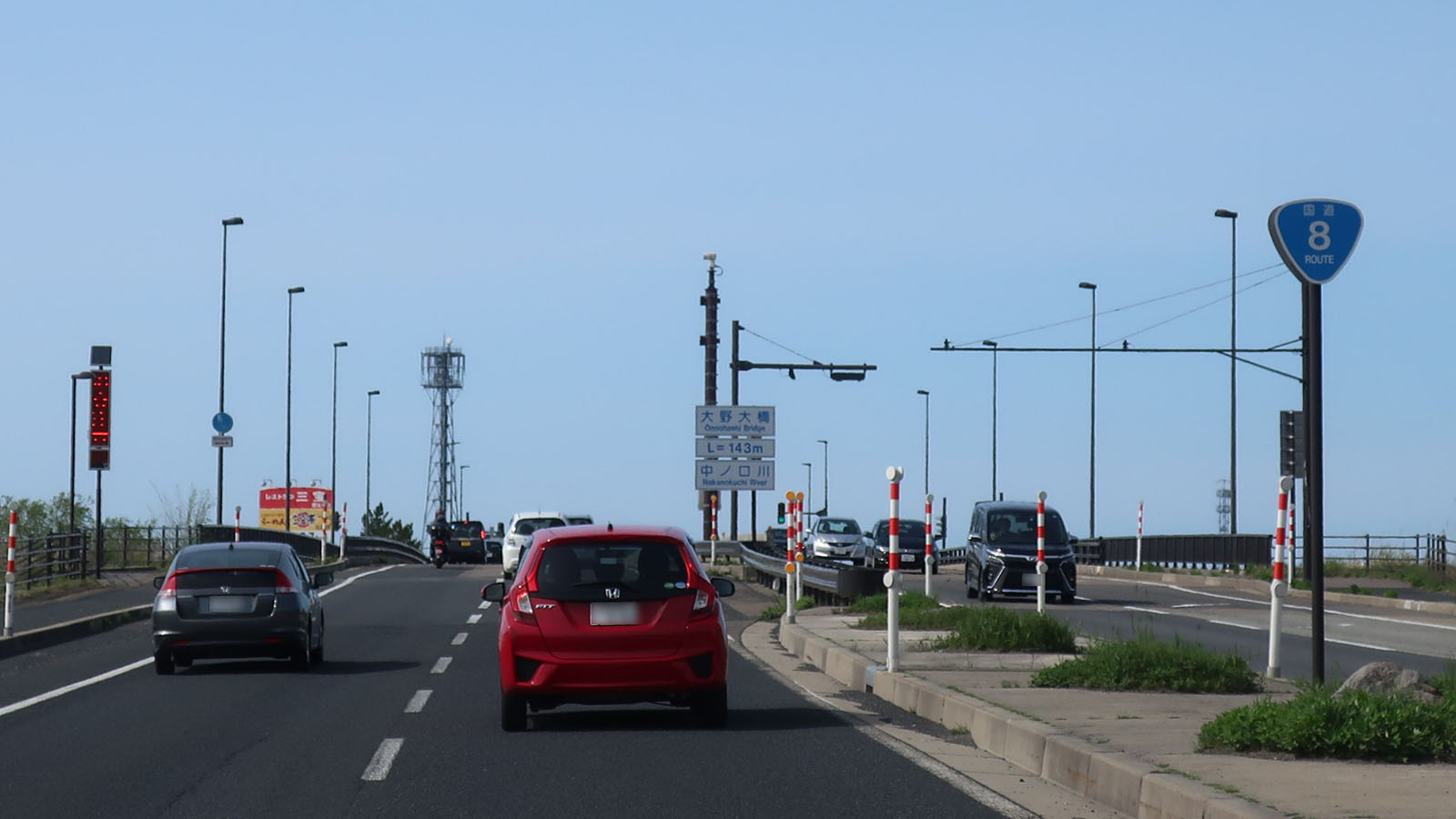
大野大橋付近

  - 上り線・下り線  - 11.00 m
    - 車道 - 8.75 m
    - 歩道 - 3.50 m
- 施工 - 宮地鐵工所
- 開通 - 2005年（平成17年）9月30日[2]

旧橋の諸元は下記の通り
- 形式 -  1径間鋼ランガー橋65.2 mおよび4連単純活荷重合成鈑桁橋24.7 m
- 橋長 - 164.7 m
  - 最大支間長 - 65.2 m
- 幅員 - 9.5 m
  - 車線数 - 2車線
- 竣工 - 1963年（昭和38年）3月[5]
- 開通 - 1964年（昭和39年）1月16日

## 歴史
国道8号白根道路改良の一環として、1961年（昭和36年）12月に4か年計画の予定で着工し、本橋を含む大野 - 白根間が1964年（昭和39年）1月16日に未舗装で開通した
。
その後、渋滞解消を目的として、黒崎拡幅が1971年度（昭和46年度）に新潟市西区下山田 - 旧黒埼町大野間で都市計画が決定され、1972年度（昭和47年度）に事業化した。1988年度（昭和63年度）に旧黒埼町大野 - 旧白根市下塩俵間で都市計画決定され、1992年度（平成4年度） - 1996年度（平成8年度）に用地着手し、1998年度（平成10年度）に工事着手した。2004年度（平成16年度）4月に上部工の架設を行い、その後床板工事に着手した。そして、2005年（平成17年）9月30日に新・大野大橋を含む延長0.6 kmが供用した。